# محاصره هرات (۳۰ قمری)
برای دیگر کاربردها محاصره هرات (ابهام زدایی) را ببینید.

محاصره هرات در سال ۳۰ قمری بخشی از گشایش ایران به دست اعراب بود که احنف بن قیس آن را فرماندهی می‌کرد.

## زمینه
عمر خلیفه مسلمانان (۶۳۴–۶۴۴) در سال ۶۴۲ یورشی علیه ساسانیان آغاز کرد که تا سال ۶۵۱ امپراتوری ساسانی را به نابودی کشید.
با این همه، بخشهایی از خراسان در دست شاهزادگان ساسانی بود که به کمک متحدان هپتالی خود بر آن فرمان می‌راندند.
در سال ۶۵۱ مأموریت گشودن خراسان از سوی عبدالله بن عامر به احنف بن قیس واگذار شد.
عبدالله در سال ۶۵۰ از فارس به راه افتاد و یک مسیر کوتاه و کم رفت‌وآمد را از طریق ری پیمود.
در همین حال احنف نیز راه شمال را به سوی مرو پیش گرفت.
سپس احنف از سوی عبدالله بن عامر برای راهبریِ پیش قراولِ بنی تمیم و هنگ هزار نفری اساوره از طریق قهستان فرستاده شد.
بعدتر طَـبَسیان علیه خلافت برخاستند و خیزشی که با کوشش احنف و تحمیل باج بیشتر به گشایش دوباره طبس انجامید. احنف به پیشروی خود ادامه داد. در گام نخست هرات صلح و پرداخت جزیه را پذیرفت.

## نبرد
در سال ۶۵۲ پس از شورش مردم هرات احنف ناگزیر شد دوباره به هرات یورش ببرد. او فرمانروای هرات را شکست داد و بار دیگر با او پیمان بست. با این حال، فرمانروای هرات به همراه کارنیان و بسیاری دیگر از بومیان خراسان، بعداً بر عربان شوریدند ولی در نبرد بادغیس شکست خوردند.